# Harald Schroeter-Wittke
Harald Schroeter-Wittke (* 21. Oktober 1961 in Duisburg) ist ein deutscher Praktischer Theologe und Inhaber des Lehrstuhls für Didaktik der Evangelischen Religionslehre mit Kirchengeschichte am Institut für Evangelische Theologie der Fakultät für Kulturwissenschaften der Universität Paderborn. 

## Leben und Arbeitsschwerpunkte
Harald Schroeter wurde am 21. Oktober 1961 in Duisburg geboren und wuchs dort auf. Während der Schulzeit lernte er an der Niederrheinischen Musikschule u. a. Klavier, Orgel und Posaune und war später (1984–1992) auch als nebenamtlicher Kirchenmusiker in Duisburg-Rumeln und Bonn-Beuel tätig. Von 1980 bis 1987 studierte er in Krelingen, Marburg, Bonn und Duisburg Evangelische Theologie. Anschließend war er von 1987 bis 1992 Wissenschaftlicher Mitarbeiter am Lehrstuhl für Praktische Theologie und Religionspädagogik bei Henning Schröer in Bonn und wurde 1992/1993 in Bonn zum Dr. theol. promoviert. Von 1992 bis 1998 war er als Wissenschaftlicher Assistent für Praktische Theologie bei Henning Schröer und Eberhard Hauschildt in Bonn tätig. Parallel zu einem Vikariat (1999–2000) in der Evangelischen Trinitatiskirchengemeinde in Bonn-Endenich im Kirchenkreis Bonn wurde Harald Schroeter 1999/2000 an der Universität in Bonn in Praktischer Theologie habilitiert.
Nach einer Lehrstuhlvertretung für Praktische Theologie an der Universität Mainz (SS 2000) war er zunächst als Pfarrer z. A. in der Erlöserkirchengemeinde in Bonn-Bad Godesberg im Kirchenkreis Bad Godesberg-Voreifel tätig und wurde in der Johanneskirche ordiniert. Anschließend übernahm Schroeter von 2001 bis 2003 eine Lehrstuhlvertretung in Paderborn. Seit dem 31. Januar 2003 ist er dort Universitätsprofessor für Didaktik der Evangelischen Religionslehre mit Kirchengeschichte.
Ein Anliegen von Harald Schroeter-Wittke ist die (angemessene) Wahrnehmung von popkulturellen Phänomenen in der wissenschaftlichen Theologie. Er hat zahlreiche Bücher und Aufsätze im Bereich Praktische Theologie, zum Thema Kirchentag und zum Thema Musik und Religion geschrieben und gibt bis heute Konzerte, insbesondere am Klavier.
Harald Schroeter-Wittke hat seit 1989 als Mitglied von Projektleitungen viele Großveranstaltungen auf Deutschen Evangelischen Kirchentagen konzipiert und durchgeführt. Von 2003 bis 2025 war er Mitglied im Präsidium des Deutschen Evangelischen Kirchentags. Er war von 2001 bis 2007 aktiv in der wissenschaftlichen Begleitung des „Trauernetz“ der Evangelischen Kirche im Rheinland (Düsseldorf) und begleitet seit 2002 das Bibeldorf der Evangelischen Kirchengemeinde Rietberg wissenschaftlich. Zudem ist er Musiker und Spieleautor.
Harald Schroeter-Wittke ist verheiratet mit der Theologin Bettina Wittke und hat drei Kinder.

## Werke (Auswahl)
- Dietrich Zilleßen / Stefan Alkier / Ralf Koerrenz / Harald Schroeter (Hg.): Praktisch-theologische Hermeneutik. Ansätze - Anregungen - Aufgaben. Henning Schröer zum 60. Geburtstag, Rheinbach-Merzbach 1991. ISBN 3-922584-97-7
- Harald Schroeter: Kirchentag als vor-läufige Kirche. Der Kirchentag als eine besondere Gestalt des Christseins zwischen Kirche und Welt, Stuttgart / Berlin / Köln 1993. ISBN 3-17-012556-7 (Dissertation)
- Klaus Grünwaldt / Harald Schroeter (Hg.): Was suchst du hier, Elia? Ein hermeneutisches Arbeitsbuch (Hermeneutica Bd. 4). Werner H. Schmidt und Horst Seebass zum 60. Geburtstag, Rheinbach-Merzbach 1995. ISBN 978-3-87062-020-2
- Bernd Beuscher / Harald Schroeter / Rolf Sistermann (Hg.): Prozesse postmoderner Wahrnehmung. Kunst – Religion – Pädagogik (Passagen Philosophie). Ein Schrift-Fest für Dietrich Zilleßen, Wien 1996. ISBN 3-85165-223-1
- Henning Schröer / Gotthard Fermor / Harald Schroeter (Hg.): Theopoesie. Theologie und Poesie in hermeneutischer Sicht (Hermeneutica Bd. 7), Rheinbach 1998. ISBN 978-3-87062-032-5
- Günter Ruddat / Harald Schroeter (Hg.): Kleiner kabarettistischer Katechismus. Sketche, Satiren, Sentenzen zur Kirche und allen anderen Fragen des Glaubens, Rheinbach 1998. ISBN 3-87062-506-6
- Harald Schroeter-Wittke: Unterhaltung. Praktisch-theologische Exkursionen zum homiletischen und kulturellen Bibelgebrauch im 19. und 20. Jahrhundert anhand der Figur Elia, Frankfurt am Main 2000. ISBN 3-631-37342-2 (Habilitationsschrift)
- Harald Schroeter-Wittke: "Denn die Lehre feiert auch, und die Feier lehret" - Prospekt einer liturgischen Didaktik. Wechsel-Wirkungen 36, Waltrop 2000. ISBN 3-933688-35-3
- Harald Schroeter-Wittke: Ahnung von der Predigt. Konturen homiletischer Didaktik. Wechselwirkungen 39, Waltrop 2000. ISBN 3-933688-46-9
- Gotthard Fermor / Hans-Martin Gutmann / Harald Schroeter (Hg.): Theophonie. Grenzgänge zwischen Musik und Theologie (Hermeneutica Bd. 9). Anke Martiny zum 60. Geburtstag, Rheinbach 2000. ISBN 978-3-87062-037-0
- Eberhard Hauschildt / Young-Mi Lee / Harald Schroeter (Hg.): Praktische Theologie für kreative Gemeindearbeit. Ein Überblick zur gegenwärtigen deutschen Praktischen Theologie, Seoul 2000.
- Gotthard Fermor / Günter Ruddat / Harald Schroeter-Wittke (Hg.): Gemeindekulturpädagogik (Hermeneutica Bd. 11). Henning Schröer zum 70. Geburtstag, Rheinbach-Merzbach 2001. ISBN 3-87062-046-3
- Detlev Prößdorf / Harald Schroeter-Wittke (Hg.): Rheinische Karnevalstheologie. PROT’s Sitzungen & jecke Predigten, unter Mitarbeit von Wolfram Behmenburg (KLÜNGELBEUTEL), Rheinbach 2002. ISBN 3-87062-512-0
- Helga Kuhlmann / Martin Leutzsch / Harald Schroeter-Wittke (Hg.): Reisen. Fährten für eine Theologie unterwegs (INPUT 1). Hans-Martin Gutmann zum 50. Geburtstag, Münster 2003. ISBN 978-3-8258-6716-4
- Kristian Fechtner / Gotthard Fermor / Uta Pohl-Patalong / Harald Schroeter-Wittke (Hg.): Handbuch Religion und Populäre Kultur, Stuttgart 2005. ISBN 978-3-17-018524-1
- Harald Schroeter-Wittke / Gotthard Fermor (Hg.): Kirchenmusik als religiöse Praxis. Praktisch-theologisches Handbuch zur Kirchenmusik, Leipzig 2005. ISBN 978-3-374-02304-2
- Gesine Dronsz / Martin Leutzsch / Harald Schroeter-Wittke (Hg.): Zwischen Politik und Religion. Der "Kampf um Paderborn" 1604 und seine Rezeption (Beiträge zur Westfälischen Kirchengeschichte 31), Bielefeld 2006. ISBN 978-3-7858-0523-7
- Marion Keuchen / Helga Kuhlmann / Harald Schroeter-Wittke (Hg.): Die besten Nebenrollen. 50 Porträts biblischer Randfiguren. Martin Leutzsch zum 50. Geburtstag, Leipzig 2006. ISBN 978-3-374-02369-1
- Gotthard Fermor / Gerhard K. Schäfer / Harald Schroeter-Wittke / Susanne Wolf-Withöft (Hg.): Gottesdienst-Orte. Handbuch Liturgische Topologie, Günter Ruddat zum 60. Geburtstag. Beiträge zu Liturgie und Spiritualität, Leipzig 2007. ISBN 978-3-374-02478-0
- Harald Schroeter-Wittke / Günter Ruddat (Hg.): Kleines kabarettistisches Kirchenjahr. Lieder, Texte und Karikaturen, Rheinbach 2008. ISBN 978-3-87062-513-9
- Gesine Dronsz / Martin Leutzsch / Harald Schroeter-Wittke (Hg.): Evangelisches Paderborn. Protestantische Gemeindegründungen an Pader und Weser (Beiträge zur Westfälischen Kirchengeschichte 34), Bielefeld 2008. ISBN 978-3-7858-0528-2
- Marion Keuchen / Matthias Lenz / Martin Leutzsch / Harald Schroeter-Wittke (Hg.): Tanz und Religion. Theologische Perspektiven. Helga Kuhlmann zum 50. Geburtstag, Frankfurt am Main 2008. ISBN 978-3-87476-555-8
- Gudrun Mawick / Harald Schroeter-Wittke (Hg.): Brevier fürs Revier. Mit der Bibel durch RUHR.2010, Kamen 2009. ISBN 978-3-89991-093-3
- Michael Basse / Traugott Jähnichen / Harald Schroeter-Wittke (Hg.): Protestantische Profile im Ruhrgebiet. 500 Lebensbilder aus 5 Jahrhunderten, Kamen 2009. ISBN 978-3-89991-092-6
- Harald Schroeter-Wittke (Hg.): Popkultur und Religion. Best of ... (POPKULT 1), Jena 2009. ISBN 978-3-938203-95-8
- Harald Schroeter-Wittke: Musik als Theologie: Studien zur musikalischen Laientheologie in Geschichte und Gegenwart, Leipzig 2010. ISBN 978-3-374-02813-9
- Klaus Danzeglocke / Andreas Heye / Stephan A. Reinke / Harald Schroeter-Wittke (Hg. i. A. der Liturgischen Konferenz): Singen im Gottesdienst. Ergebnisse und Deutungen einer empirischen Untersuchung in evangelischen Gemeinden, Gütersloh 2011. ISBN 978-3-579-05962-4
- Inge Kirsner / Olaf Seydel / Harald Schroeter-Wittke (Hg.): Überzeichnet - Religion in Comics (POPKULT 9), Jena 2011. ISBN 978-3-941854-35-2
- Gudrun Guttenberger / Harald Schroeter-Wittke (Hg.): Religionssensible Schulkultur, Jena 2011. ISBN 978-3-941854-54-3
- Bernhard Dressler / Harald Schroeter-Wittke (Hg.): Religionspädagogischer Kommentar zur Bibel. Dietrich Zilleßen zum 75. Geburtstag, Leipzig 2012. ISBN 978-3-374-03031-6
- Inge Kirsner / Ilona Nord / Harald Schroeter-Wittke (Hg.): ... und der Mond als Licht für die Nacht. Andachten zur Nacht im Kirchenjahr. Hans-Martin Gutmann zum 60. Geburtstag, Göttingen 2013. ISBN 978-3-525-58040-0
- Stefan Hermann / Silke Leonhard / Peter Schreiner / Harald Schroeter-Wittke / Lothar Teckemeyer (Hg.): 95 Thesen JETZT. EIN BILDUNGSBUCH, Loccum, Münster 2016. ISBN 978-3-943410-21-1
- Richard Janus / Florian Fuchs / Harald Schroeter-Wittke (Hg.): Massen und Masken. Kulturwissenschaftliche Annäherungen. pop.religion: lebensstil – kultur – theologie, Wiesbaden 2017. ISBN 978-3-658-16400-3
- Richard Janus / Sophia Niepert-Rumel / Ilona Nord / Jochen Schmidt / Harald Schroeter-Wittke (Hg.): Jesus-Transformationen. Martin Leutzsch zum 60. Geburtstag, Leipzig 2019. ISBN 978-3-374-04805-2
- Richard Janus / Harald Schroeter-Wittke (Hg.): Lust und Abgrund. Theologische und kulturwissenschaftliche Zugänge zum Begehren. pop.religion: lebensstil – kultur – theologie, Wiesbaden 2022.
- Inge Kirsner / Harald Schroeter-Wittke (Hg.): Pandemie im Film. Religiöse und ästhetische Transformationen in der Populärkultur. pop.religion: lebensstil – kultur – theologie, Wiesbaden 2022.
- Ilsabe Alpermann / Beate Besser / Martin Evang / Harald Schroeter-Wittke (Hg.): Ich lobe meinen Gott, der aus der Tiefe mich holt. Hymnologische Kommentare zu den Liedern im Ergänzungsheft zum Evangelischen Gesangbuch. Jan Janssen zum 60. Geburtstag. HEG 3 Ergänzungsheft, Göttingen 2023.
- Richard Janus / Naciye Kamcili-Yildiz / Marion Rose / Harald Schroeter-Wittke (Hg.): Katastrophen. Religiöse Bildung angesichts von Kriegs- und Krisenerfahrungen im 19. und 20. Jahrhundert. Leipzig 2023. ISBN 978-3-374-07442-6